# 213 av. J.-C.
Cette page concerne l'année 213 av. J.-C. du calendrier julien proleptique.

## Événements
- 12 avril (15 mars du calendrier romain) : début à Rome du consulat de Quintus Fabius Maximus (fils du  Cunctator) et Tiberius Sempronius Gracchus. Dictature de Caius Claudius Centho pour tenir les comices consulaires[1].
- Mars-avril : Marcellus, reconduit dans ses fonctions comme proconsul, lance une double attaque contre Syracuse par mer et par terre. Il utilise notamment des sambuca, tours de siège flottantes montées sur des vaisseaux attachés par deux et équipées de grappins et d'échelles. Le savant Archimède développe des engins de défense pour aider les assiégés : catapultes, grappins géants pour tirer les bateaux hors de l'eau, et peut-être des miroirs géants pour concentrer les rayons du soleil et enflammer les navires. Les offensives romaines sont repoussées[2],[3].
  - Marcellus confie le siège de Syracuse au préteur Appius Claudius pour réduire les cités alliées de Syracuse. Himilcon débarque à Héracléa Minoa avec 25 000 fantassins, 3 000 cavaliers et 12 éléphants et s’empare d’Agrigente. Marcellus ne peut l’en empêcher mais détruit une force syracusaine menée par Hippocratés. Bomilcar se présente devant Syracuse avec 55 vaisseaux carthaginois, mais se retire peu après devant la supériorité numérique de la flotte romaine, tandis que la première légion romaine débarque à Palerme[2].
- Été : 
  - Soulèvement d’Enna contre les Romains ; la population est massacrée par l'armée de Marcellus.
  - Hannibal Barca passe l'été devant Tarente en espérant que la ville se livre. Les deux consuls prennent des villes et font rentrer des peuples sous l’obéissance des Romains ; Fabius Junior en Apulie et Sempronius en Lucanie[1]. Consentia et Taurianum, dans le Bruttium, rejoignent l'alliance romaine[2].

- En Chine, suivant les ordres de Qin Shi Huang, tous les livres qui ne portent pas sur des sujets utiles comme la médecine, l'agriculture et la divination sont brûlés et, en 212 av. J.-C., 460 savants sont exécutés[4]. Le légalisme devient l’idéologie officielle de l’Empire. Les autres écoles de pensée sont interdites. Les lettrés confucéens sont pourchassés et exterminés. Le grand conseiller Li Si fait décréter la destruction de tous les ouvrages historiques, poétiques et philosophiques, à l’exception de ceux de la bibliothèque impériale de Qin. Ce décret fait sans doute du tort au régime.

- Achaios II est mis à mort par Antiochos III[5]. L'Asie mineure est alors confiée à Zeuxis. Deux mille familles juives de Babylonie sont déportées par Zeuxis vers la Phrygie et la Lydie pour assurer la fidélité politique de cette région après la révolte d’Achaios. Ces Juifs, appelés à s’installer dans les forteresses et à servir l’administration, disposent d’une maison et de terres, vivent selon leur Loi et sont exemptés d’impôts pour dix ans[6].

- Première Guerre macédonienne : Philippe V de Macédoine envahit l’Illyrie protégée par Rome et parvient à s'emparer de Lissos (213-212 av. J.-C.)[7].

- Incendie du Forum Boarium à Rome[8], mais reconstruit en 212 av. J.-C..

## Décès en 213 av. J.-C.
- Achaios II
- Aratos de Sicyone